# نوع كيميائي

أبعاد ذرات جزيء الماء كمثال عن الجزيئات إحدى الأنواع الكيميائية

الأنواع الكيميائية هي الذرات، و الجزيئات، و الشظايا الجزيئية، و الأيونات، إلخ.، التي يمكن أن يحدث لها تفاعل كيميائي أو يمكن أن تُقاس. عموماً، يمكن أن تُعرف الأنواع الكيميائية كمجموعة من الكيانات الجزيئية يمكن لها اكتشاف نفس مجموعة مستويات الطاقة الجزيئية في مقدار زمني محدد. يمكن أن تُطبق هذا المصطلح على مجموعة من الوحدات البنائية الذرية أو الجزيئية في المصفوفة الصلبة.
في الكيمياء الذرية الفائقة، تكون الأنواع الكيميائية هي تلك البنى الذرية الفائقة التي تكون تفاعلاتها و ارتباطاتها ناتجة عن الربط بين-الجزيئية و نواتج فك الروابط.